# La Almozara
La Almozara, apodada temporalmente durante buena parte del siglo XX como "La Química", es un distrito de Zaragoza (España) que limita con los distritos de Delicias, Centro, Casco Antiguo, ACTUR-Rey Fernando, Barrios Rurales Oeste y Oliver-Valdefierro.
Está regido por una Junta municipal.
Las zonas urbanizadas del distrito se pueden dividen en 4 zonas: urbanización Torres de San Lamberto, zona de la calle Santa Orosia, que históricamente es parte del barrio de Las Delicias, zona de El Portillo-Aljafería y la parte baja del distrito (que es propiamente el barrio de La Almozara, zona que a su vez se puede subdividir en dos partes, Puerta Sancho y La Almozara vieja).

## Historia

### Edad Media
En época andalusí, esta zona era la al-muçara —«المُسَارَة»— o "la explanada", situada fuera de las murallas de la ciudad. Era un espacio donde se practicaban ejercicios militares, deportes ecuestres y desfiles ceremoniales. Además, funcionaba como gran espacio público, pues las medinas musulmanas carecían de amplias plazas, debido al característico urbanismo islámico. Estaba rodeada de huerta, cultivos de cereal y un gran soto (bosque) de ribera. En la segunda mitad del siglo XI se construye, al este de la al-muçara el Palacio de la Aljafería.
El nombre de "al-muzara" (La Almozara) también es el que recibe una acequia que trae aguas desde el río Jalón hasta la ciudad de Zaragoza, a pesar de su toponimia se cree que esta infraestructura hidráulica es muy anterior a los árabes, concretamente en el azud de derivación de la acequia situado bajo el puente de la A-68/N-232 sobre el río Jalón existen sillares romanos y se cree que también pueda tratarse de la acequia referida del conflicto hidráulico entre Alagón y Salduba (Zaragoza) en los Bronces de Botorrita.
Su fisonomía permanecería así hasta 1563 cuando se tiene constancia de la existencia de un pequeño convento o núcleo rural (Torres de San Lamberto) que se encontraba en medio de la huerta y del cual no ha sobrevivido más que el nombre, este núcleo estaba rodeado por torres de labor y huertas.

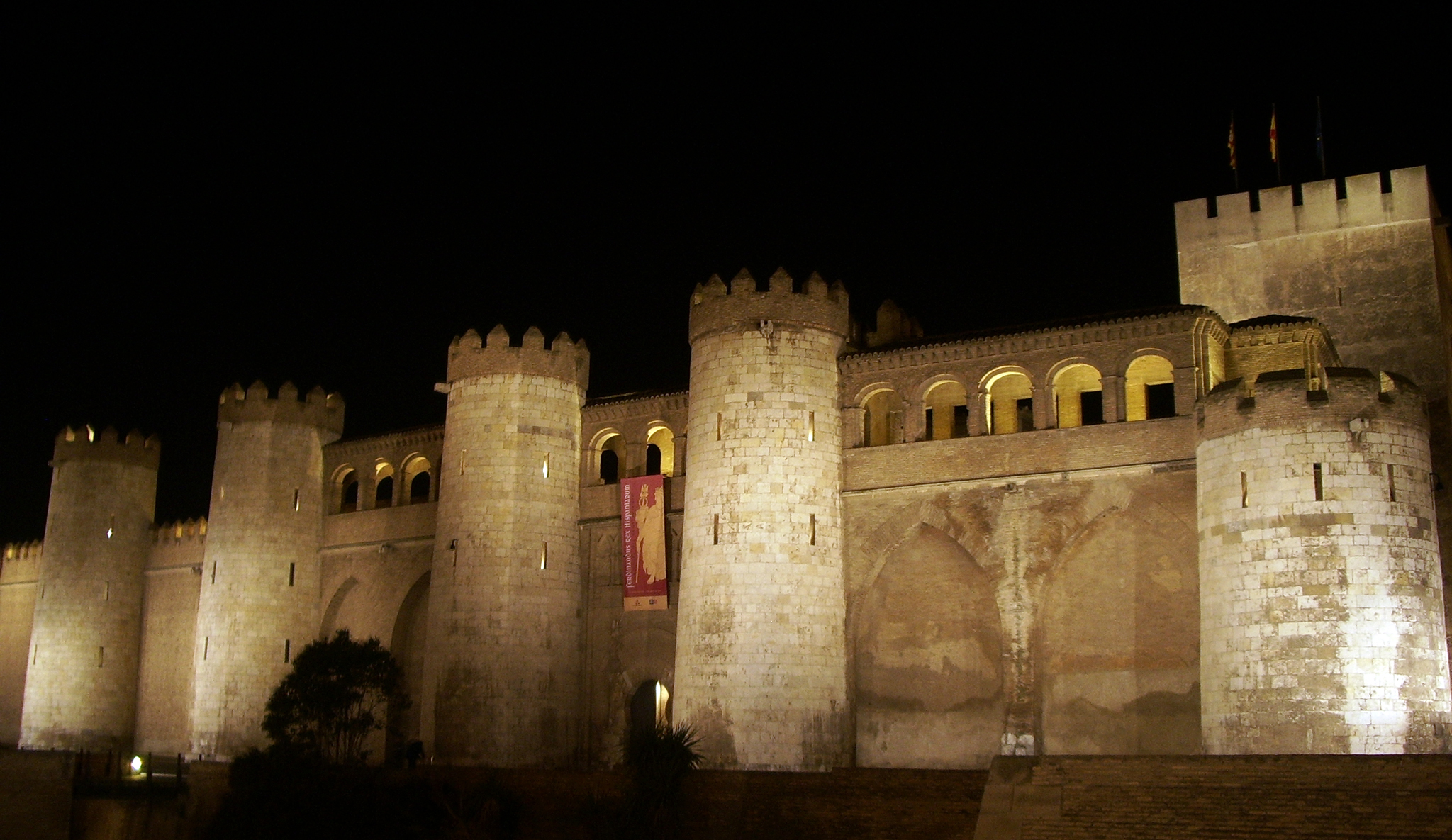
Palacio de la Aljafería,

### Irrupción de los caminos de hierro
Con los primeros aires industriales llegan a la zona industrias agrarias y un almacén de madera. Posteriormente en 1861 con la apertura de la línea férrea Zaragoza-Alsasua el barrio es dividido en dos, por un lado los terrenos de la terraza superior (zona avd. de Navarra y Torres de San Lamberto) y por el otro la terraza inferior que quedará completamente aislada en 1870 con la apertura del ramal de enlace con la línea de Barcelona el cual cruza el río por el actual puente de La Almozara. Este aislamiento llegará hasta mediados del año 2008. En el plano de 1872 se recoge la existencia del Soto de La Almozara (propiedad del Ayuntamiento) el cual se extendía por los terrenos del CD Militar el Soto, C. Tiro de Pichón, viveros municipales y su residual ubicación actual. Ya en 1933 la apertura de la línea de Caminreal provoca la subdivisión del área de la terraza superior y trae consigo la estación de Caminreal (frente a la de La Almozara de mercancías) lo que ensancha todavía más la cicatriz ferroviaria. 

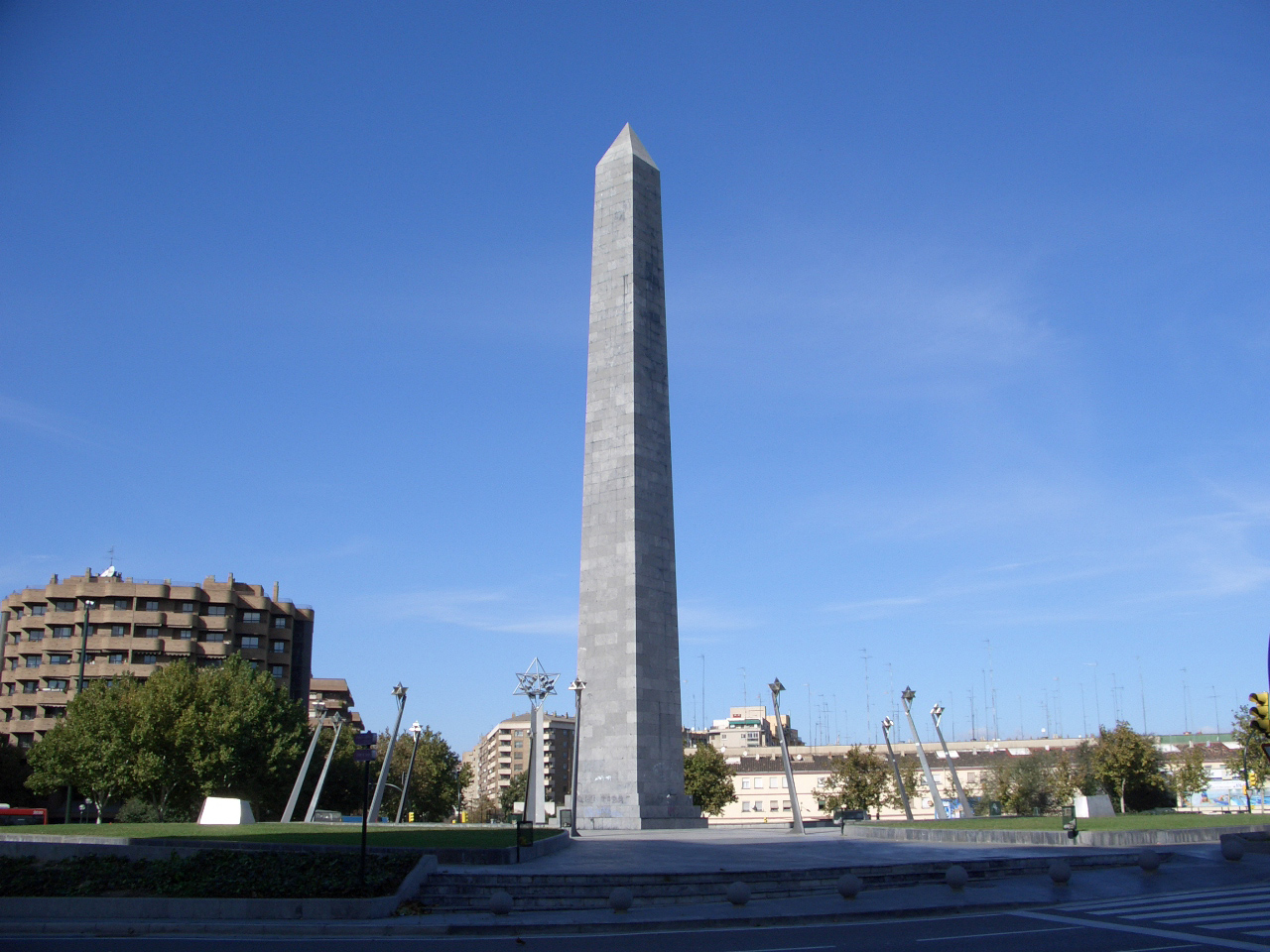
Plaza de Europa

### El primer poblamiento
En 1898 se instala la Industrial Química de Zaragoza S.A. (una empresa para la fabricación de ácidos y abonos). Esta gran fábrica también trae consigo la construcción de 20 viviendas para el personal de la empresa, un apartadero particular e incluso esta fábrica dará apodo al barrio durante el siglo XX. El barrio por su aislamiento no entrará en los planes urbanísticos hasta 1933 en que se aprueba la urbanización de las huertas entre la Aljafería y la Puerta de Sancho. En 1938 se inicia la colonización urbana del interior del barrio. A mediados del siglo XX el establecimiento de la estación de mercancías de La Almozara también conllevó la creación de un grupo de viviendas ferroviarias para los trabajadores de la RENFE al lado de la estación. Poco a poco la gente se fue marchando del lugar y en agosto de 2006 las casas fueron derruidas.
El PGOU de 1957 parcela los terrenos en torno a la Química, ante la fuerte inmigración de finales de los 50 y la década de los 60. Se parcelan los terrenos al norte del camino de La Almozara y el entorno de la calle Santa Orosia. A comienzos de los 80 la Química fue trasladada a Alcalá de Ebro, a pesar de ello todavía existen problemas por las tierras contaminadas, pero sirvió para evitar la polución ambiental que afectaba a San Pablo y al casco histórico.
En la década de los 70 se construyeron la AP-68 (Autopista Vasco Aragonesa) y la A-2. La A-2 constituye la delimitación del barrio por el Oeste y Noroeste además contar con un nuevo puente sobre el Ebro. La AP-68 contribuyó a agravar más la división de la zonas alta y baja del barrio, hasta el punto que conllevó la realización de manifestaciones para que el barrio fuese dotado de una salida hacia el Sur.

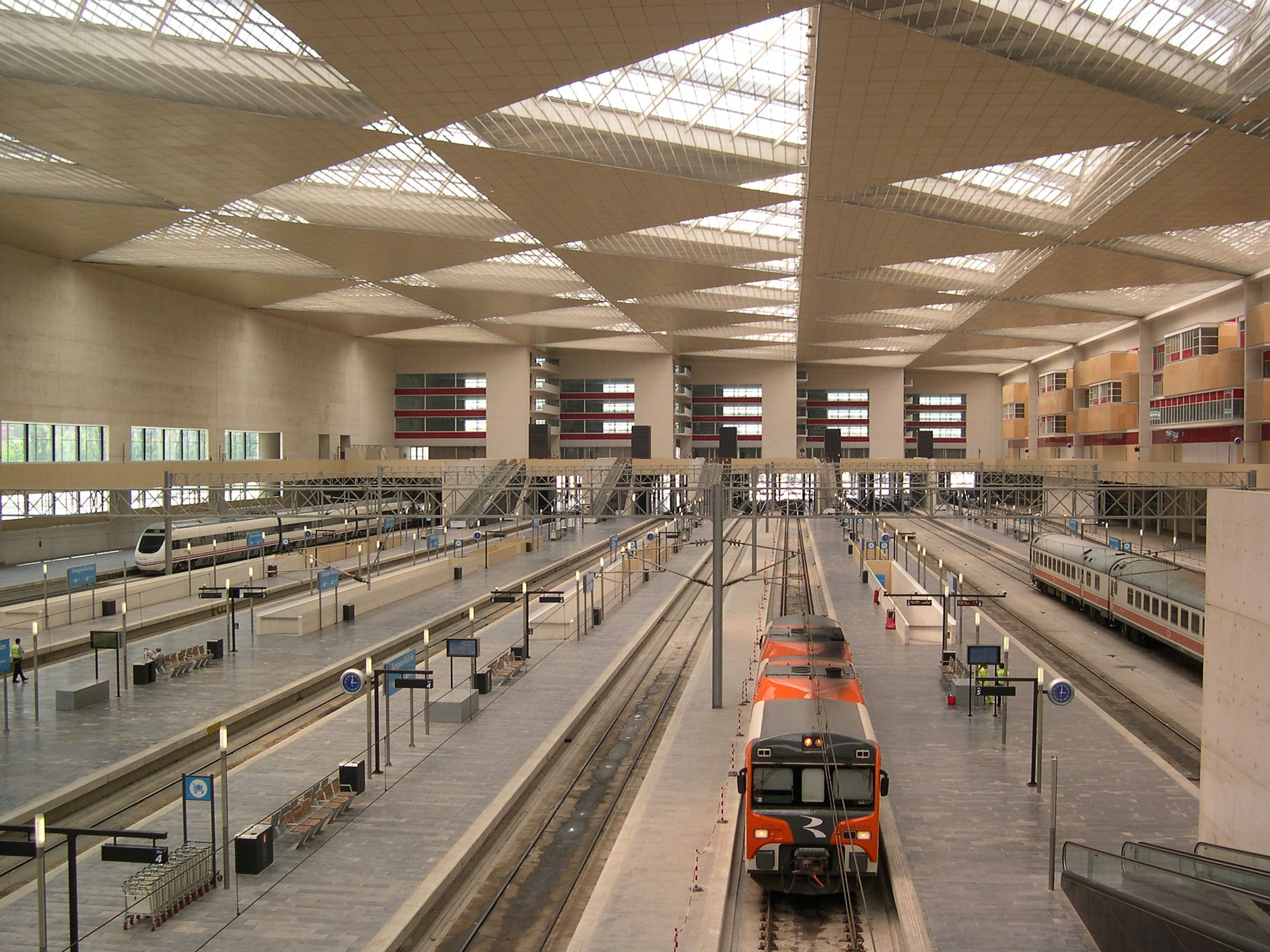
Estación de tren de Zaragoza: vista interior mostrando un tren regional

### Eclosión urbanística
En los 80 se abre una nueva salida hacia las Delicias, también se abre la plaza Europa y
el puente de la Almozara es ampliado y remodelado para el tráfico rodado en 1987, aprovechando parcialmente la estructura del viejo puente ferroviario. Este puente fue ampliado y reformado varias veces. El último tren pasó el 1 de octubre de 1976, tras 106 años de servicio, suprimiéndose el paso a nivel de lo que hoy día es la plaza de Europa.
El aislamiento permite que la mitad oeste del barrio (denominada Puerta de Sancho en homenaje a la puerta medieval de Zaragoza que daba al camino de La Almozara), no se desarrolle hasta los 80 libre de las influencias del desarrollismo y con un urbanismo moderno que aporta edificios y entornos de calidad. Además los terrenos ferroviarios y de la trasladada Química dejan paso a una moderna zona residencial y un gran parque que articulan el barrio con la ciudad.
El 29 de octubre de 1992, a las 5 de la tarde se programó de forma muy publicitada el derribo de la fábrica de piensos de la Compañía Industria Agrícola (Cia), lo que congregó a la ciudadanía para asistir a ver la voladura. Sin embargo, las explosiones controladas sólo pudieron inclinar su bien sólida estructura de hormigón armado, ante el asombro del público. 
En 1994 las calles de la parte antigua del barrio son sometidas a una profunda renovación, que convierte los caminos de La Almozara y Pablo Gargallo en avenidas.

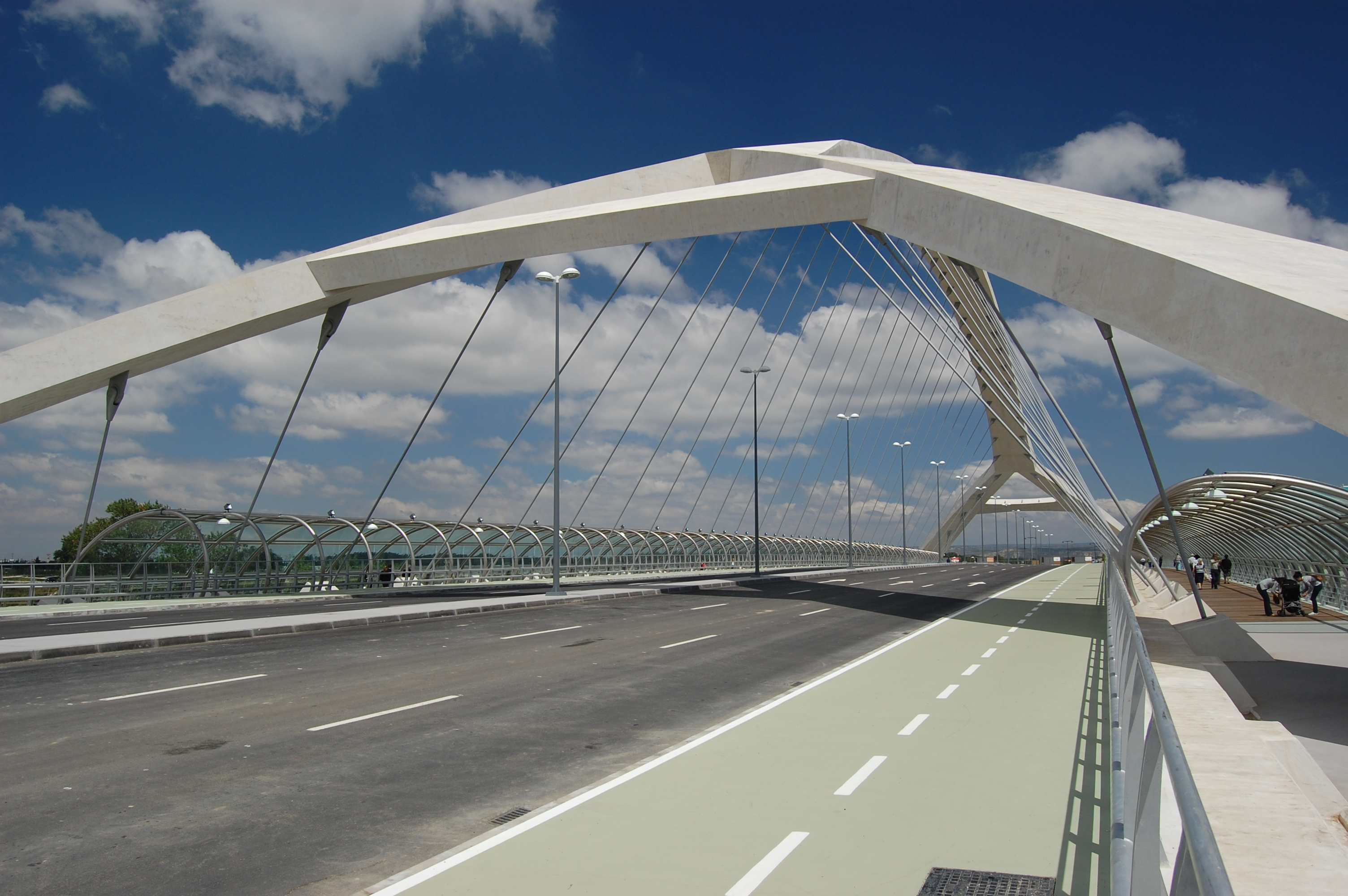
Puente del Tercer Milenio, construido con motivo de la Expo 2008

En 2003 se inauguró la estación intermodal Zaragoza-Delicias, que a pesar de su nombre se erige sobre terrenos de La Almozara. Con razón de la Expo 2008 se inauguraron tres nuevos puentes sobre el Ebro, el puente del Tercer Milenio (cierre del tercer cinturón de la ciudad), el Pabellón Puente y la pasarela del Voluntariado, se ocultaron las vías del tren y la AP-68 se reconvirtió en el paseo del Agua con lo que se puso fin a la tradicional fragmentación y aislamiento del barrio.
El tardío desarrollo urbanístico del barrio, el tradicional aislamiento y las cercanías al centro urbano, han conllevado que La Almozara sea un barrio básicamente residencial, con grandes zonas peatonales, amplias aceras, amplias zonas verdes, con avenidas relativamente pequeñas, unidireccionales y sin excesivo tráfico rodado donde predominan los movimientos peatonales, el comercio de barrio y los movimientos en transporte público.

Después de la Expo 2008 el mercadillo o rastro se trasladó al aparcamiento Sur donde funciona los miércoles y domingos.

### Milla Digital
La Milla Digital es una propuesta del Ayuntamiento de Zaragoza en colaboración con otras instituciones que pretende hacer que este nuevo barrio disponga de un atractivo turístico y empresarial, gracias a ventajas como Mobiliario Urbano interactivo, diseño urbano, un marco digital, internet inalámbrico de alta velocidad, 3.696 viviendas dómoticas, oficinas, y la propia estación. La propuesta se realizó en marzo de 2006 con la colaboración del equipo de investigación del MIT, el equipo del Ayuntamiento de Zaragoza y de Zaragoza Alta Velocidad 2002.
El nombre Milla Digital hace referencia a la franja de terreno de aproximadamente 1600 metros (una milla) liberada tras ser demolida la vieja estación del Portillo y soterrarse las vías de la zona.
Hay un concepto general de enfoque de código abierto en su diseño, operatividad y programación.
Se refiere a los medios que responden a los usuarios, siendo posible modificar dichos códigos de modo que den cabida a diferentes actividades, permitiendo que el usuario mejore su capacidad de interacción, ayudándole a construir y a desvelar narrativas sobre el pasado y el presente de la ciudad. De esta manera, el código abierto puede ayudar a crear un sentido de pertenencia entre las personas, además de ayudar a superar el miedo a la tecnología, logrando atraer al ciudadano de una forma positiva.
En 2016 estaban operativos la estación Delicias, la pasarela peatonal, CEIM, Etopia, el centro de salud Almozara y el paseo del Agua.

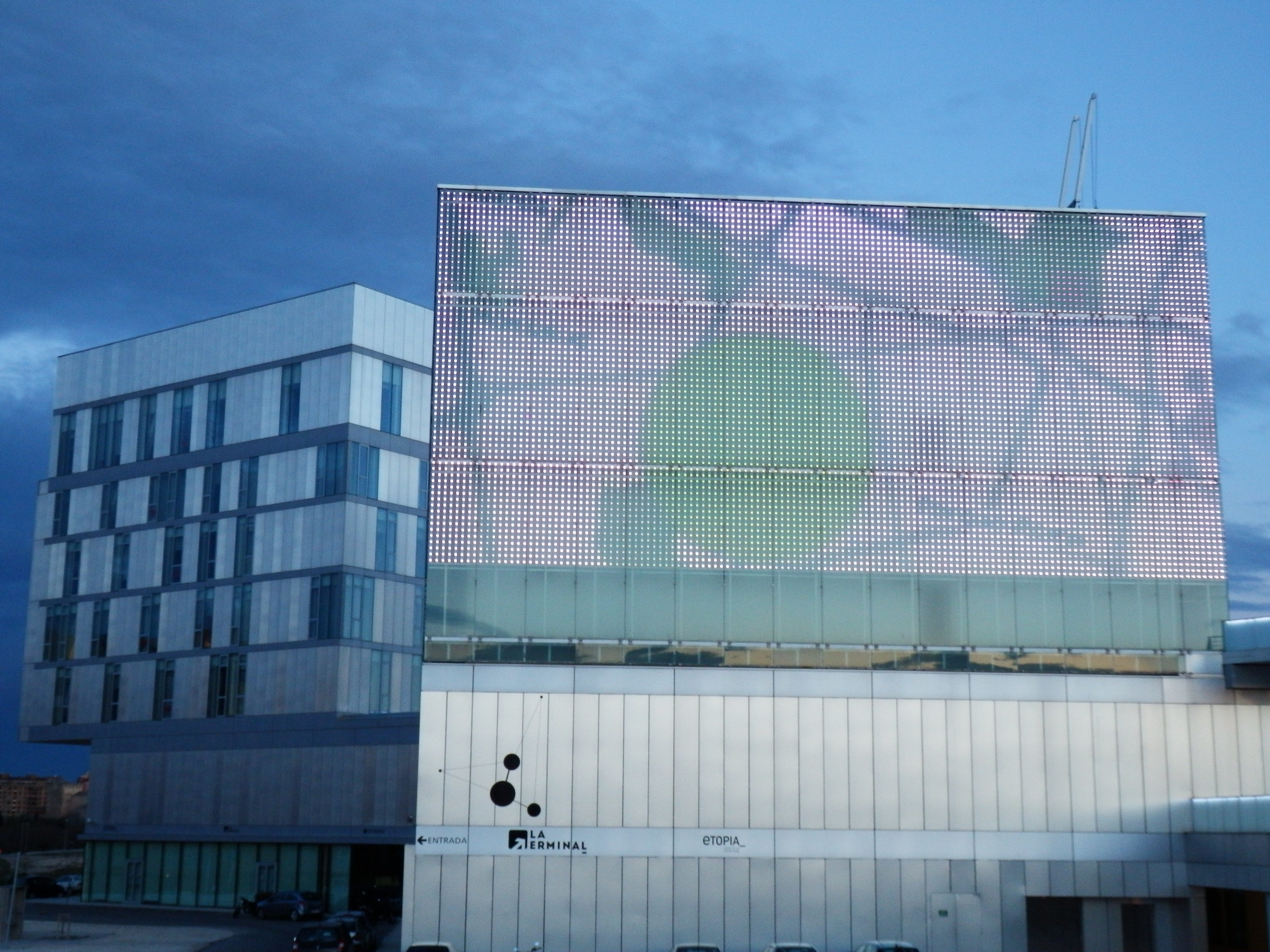
Etopia
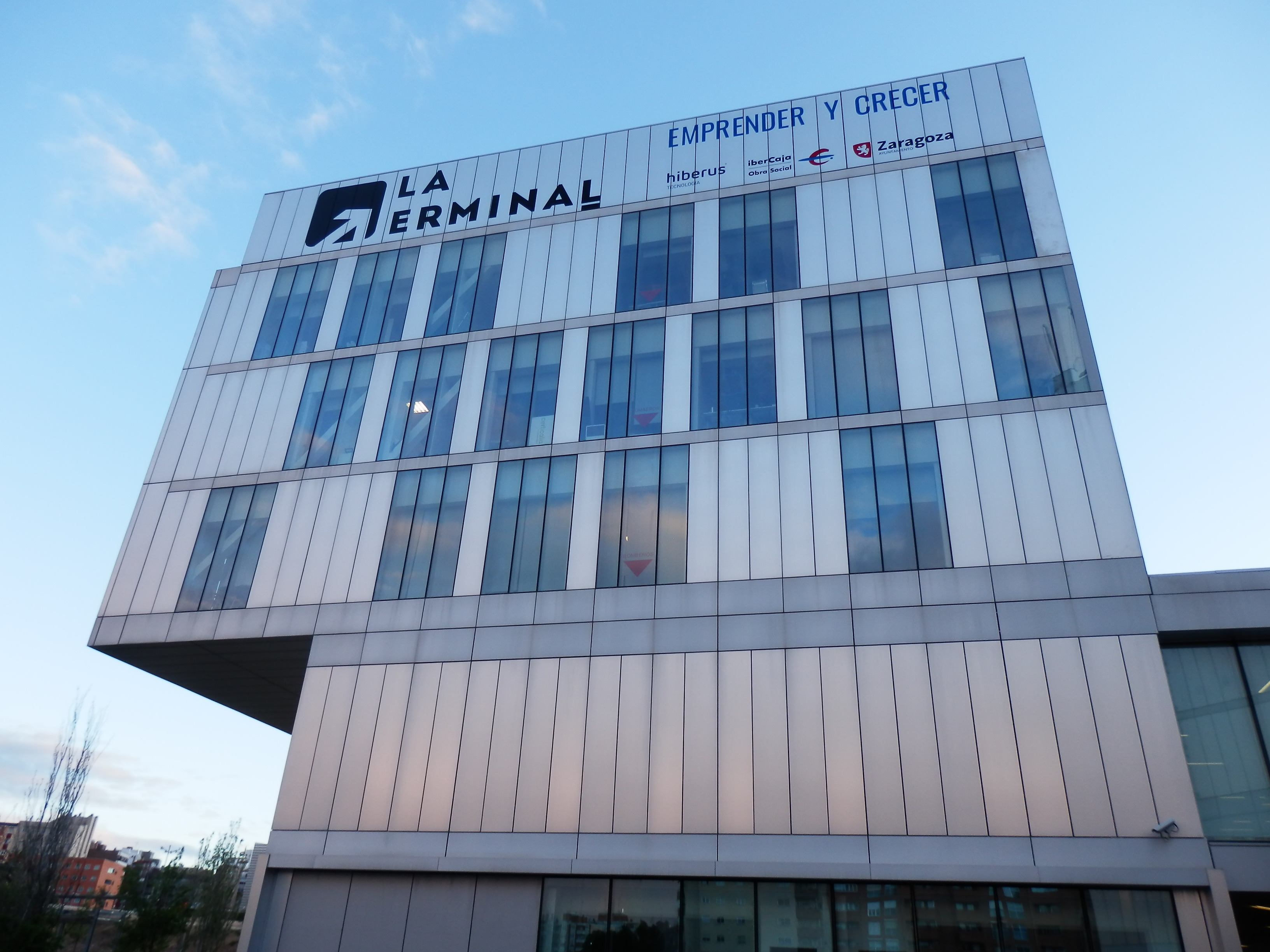
Etopia
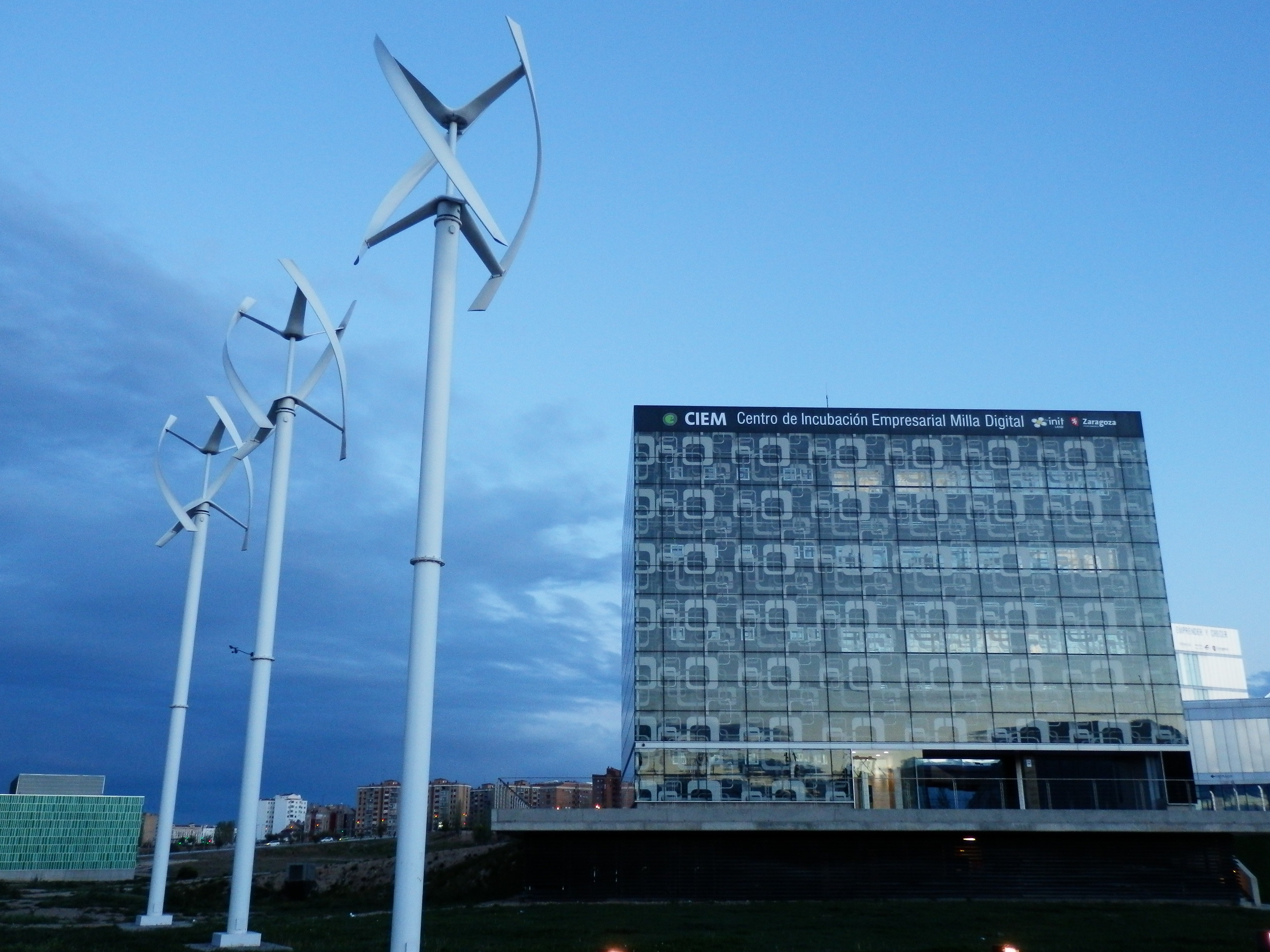
CIEM
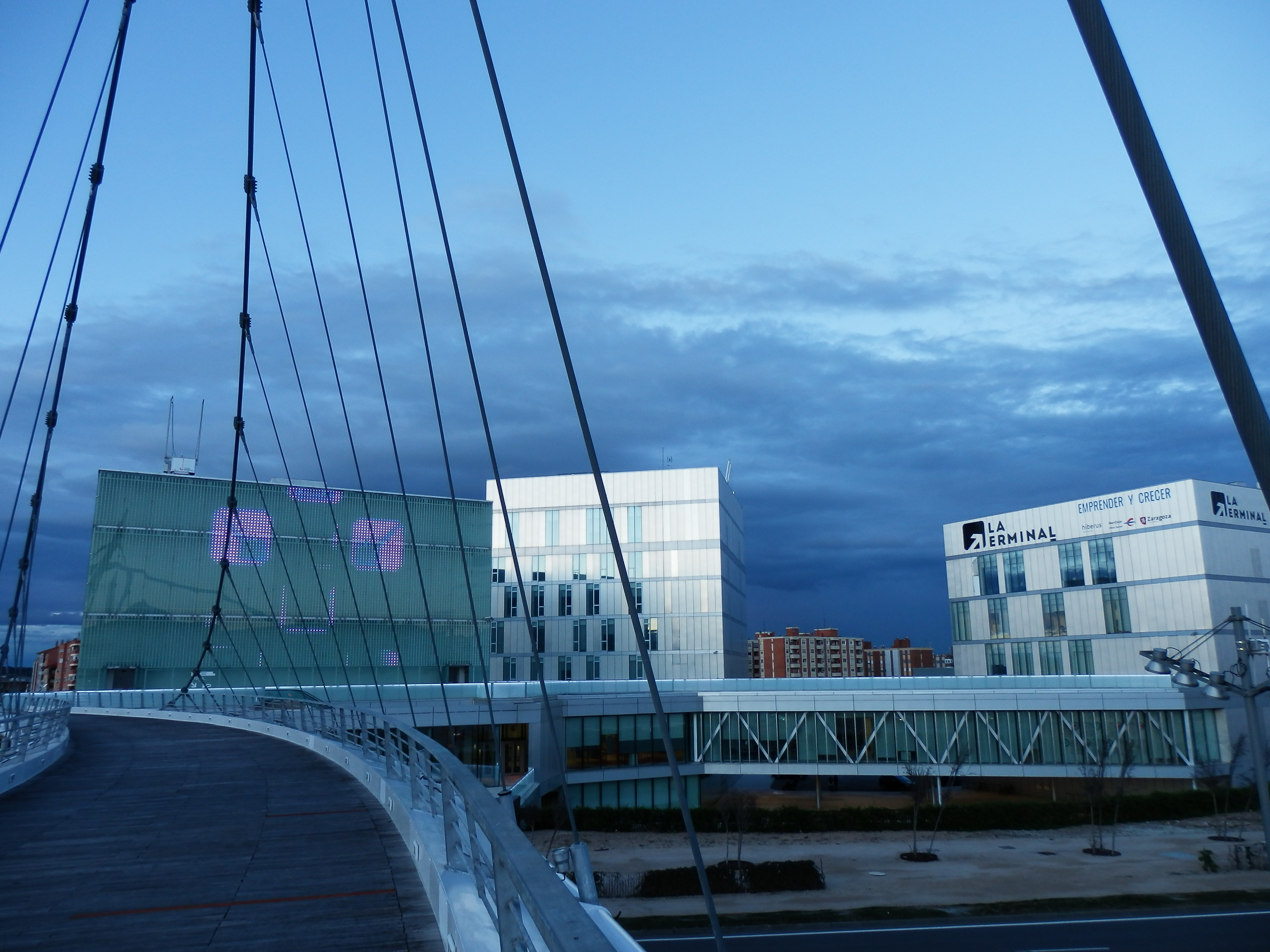
Pasarela
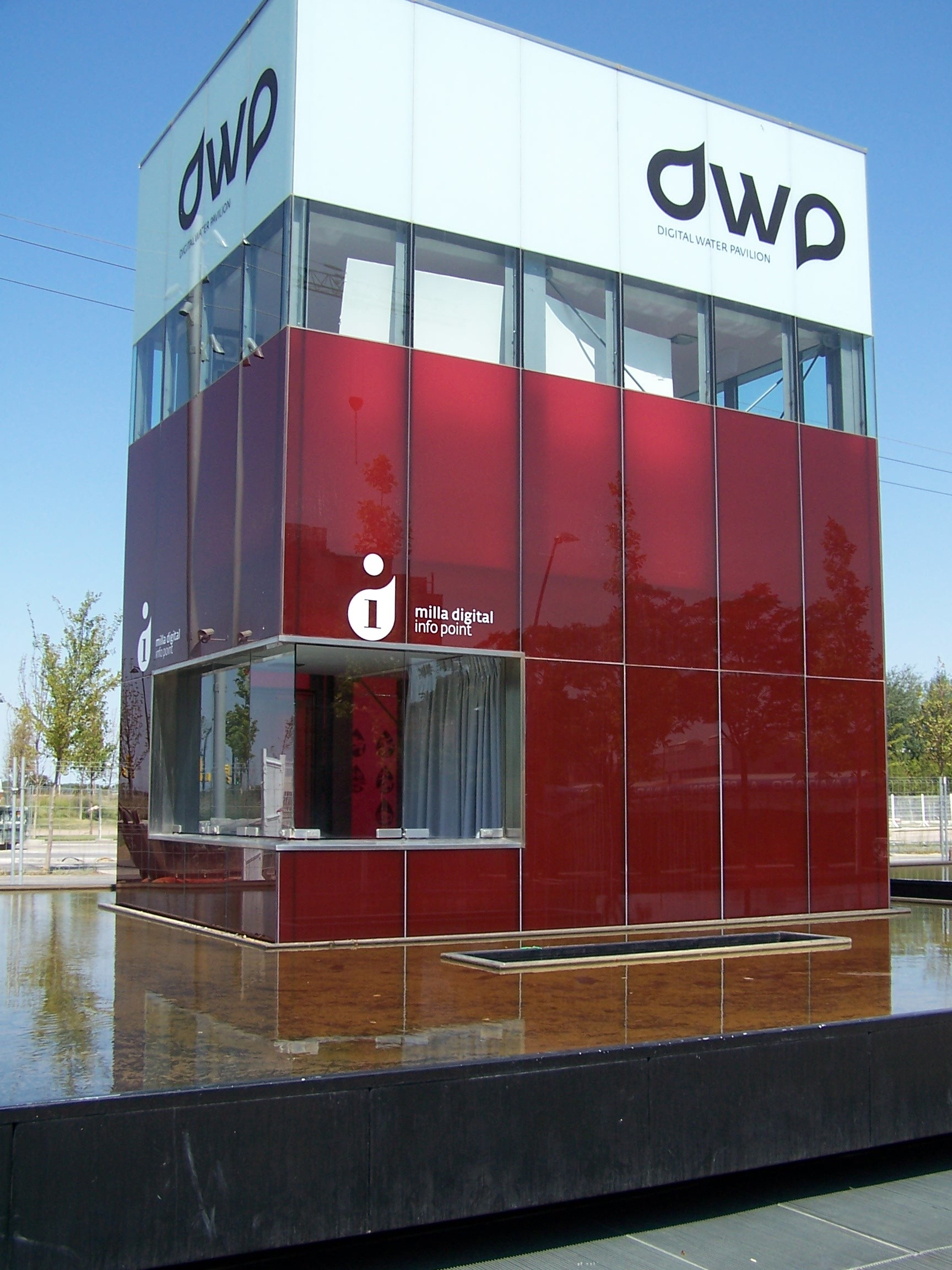
Digital water Pavillion

### Futuro
A corto plazo, la ejecución del llamado "Barrio del AVE" o "Milla Digital" supondrá la construcción de 3.616 viviendas en el barrio, lo que significará aumentar la población del barrio en cerca de un 40%.

## Demografía
La población del barrio en 2015 era de 24 545 vecinos de los que 2953 eran extranjeros.
| 29 824                             | 30 434 | 30 871 | 31 207 | 31 520 | 26 591 | 27 054 | 27 011 | 27 140 | 27 132 | 27 144 | 27 119 | 26 917 | 27 202 | 25 984 | 24 545 |
| (Fuente: Ayuntamiento de Zaragoza) |        |        |        |        |        |        |        |        |        |        |        |        |        |        |        |

## Límites
Según los planos censales del Ayuntamiento de Zaragoza los límites del distrito son:
- Al noroeste: con los Barrios Rurales Oeste, con límite en la Ronda Norte (A-2).
- Al nordeste, el río Ebro en el meandro de Ranillas.
- Al este, con el distrito Casco Antiguo, con límite en la plaza Europa y el paseo de María Agustín.
- Al sur, con el distrito Las Delicias, con límite en la parte trasera del Centro Comercial Augusta (en las Delicias), la frontera de la estación de Zaragoza-Delicias (dentro de La Almozara) y la calle María Callas (ex Felisa Soteras); y con el distrito Oliver-Valdefierro en la Autovía de Logroño (N-232).

## Equipamientos y servicios
- Educativos: El barrio cuenta con, 1 guardería pública (el Tren), 3 colegios públicos (CEIP La Almozara, CEIP Puerta Sancho y CEIP Jerónimo Zurita), 2 institutos públicos (Andalán y Luis Buñuel)

- Sanitarios: el barrio cuenta con un ambulatorio (C.S. La Almozara)

- Deportes: existe el centro deportivo municipal La Almozara, donde juega sus partidos el CD Ebro y unas piscinas propiedad de la Diputación General de Aragón (Parque Deportivo Ebro), que con fecha 1 de enero de 2013 se procede al cierre provisional para uso público.

- Juventud: existe una casa de juventud en el centro cívico

- Cultura: biblioteca municipal Rafael Andolz

- Ocio: centro cívico La Almozara

- Mayores: existen 2 residencias, la CAI – AFEDAZ Virgen del Carmen y el Hogar de Darío, así como un centro de convivencia y una asociación de pensionistas, un hogar del pensionista y un espacio para los mayores en el centro cívico.

- Transportes urbanos: El barrio es atravesado por las líneas de bus urbano (TUZSA) 34, 42, Ci1, Ci2 y N2, y en su periferia se sitúan entre otras las líneas 20, 36 y 51. También existen varias estaciones de alquiler de bicicletas (bizi) y una de las estaciones del telecabina de la Expo.

- Transportes interurbanos: la estación de Zaragoza-Delicias está situada en el término del barrio y alberga todos los servicios ferroviarios de Renfe que paran en Zaragoza, además de albergar la Estación Central de Autobuses de la ciudad.

- Comercio: Comercios pequeños y algún supermercado. En 2009 y acompañado de una gran polémica, también se instaló el rastro de Zaragoza en el antiguo aparcamiento sur de la Expo.

- Zonas verdes: Entre otros, La Almozara cuenta con los parques de La Aljafería, de las riberas del Ebro (que a su vez se subdivide en, el parque de la Química, el parque de la Mazeta, el parque del puente del Tercer Milenio y el paseo de la ribera hasta el puente de la A-2), jardines de Atenas, jardines de Lisboa y las zonas verdes del paseo del Agua. Además, existen huertos urbanos de iniciativa pública y privada, algunos de estos huertos de la Almozara de Zaragoza están dedicados al cultivo ecológico.

- Hoteles: el barrio cuenta con dos hoteles de 4 estrellas.

- Hidráulicas: el barrio alberga la depuradora de La Almozara, que fue la primera depuradora de todo Aragón y que en la actualidad depura los vertidos urbanos e industriales del eje de la carretera de Logroño desde Casetas hasta la propia depuradora. Otra infraestructura en el barrio vital para Zaragoza es la estación de bombeo de La Almozara que a los pies del Ebro se encarga de bombear agua directamente del río a los depósitos de Casablanca (de los que se abastece toda la ciudad) en los periodos de limpieza del Canal Imperial de Aragón o de los propios depósitos de Casablanca.

- En abril de 2016, abrió en ese distrito de la capital del Ebro el noveno establecimiento McDonald's.[8]

- A diciembre de 2018, en la calle Pablo Gargallo se encuentra el único videoclub de la ciudad: Puerta Sancho.[9]

- torrezno

## Galería
|                          |
| Palacio de la Aljafería. |

|                          |
| Palacio de la Aljafería. |

|                          |
| Palacio de la Aljafería. |

|                     |
| Torre del Trovador. |

|                           |
| Pórticos en la Aljafería. |

|                       |
| Puente de la Almozara |

|                           |
| Pasarela del Voluntariado |

|                                                              |
| Pasarela del Voluntariado vista desde el puente de Santiago. |

|                                                     |
| Pasarela de madera en la zona de baño en el barrio. |

|                 |
| Pabellón Puente |

|                 |
| Pabellón Puente |

|                 |
| Pabellón Puente |

|                                  |
| Espiral Mudéjar de Diana Larrea. |

|  |
|  |

|                                       |
| Pantallas espectrales (vandalizadas). |

|           |
| Afrodita. |

|                 |
| Mural de Lupin. |

|  |
|  |

|  |
|  |

|  |
|  |

|          |
| Quetzal. |

|          |
| Quetzal. |

|                     |
| El Soto (Año 2008). |

|                   |
| Aparcamiento Sur. |

|                               |
| Placa de la avenida Almozara. |

## Galería: La Almozaradesaparecida
|                             |
| Avenida Expo Zaragoza 2008. |

|  |
|  |

|                                         |
| Taquillas y quitasoles de la Expo 2008. |